# Habitatge al raval de Santa Anna, 28 (Reus)
L'Habitatge al raval de santa Anna, 28, és un edifici del municipi de Reus (Baix Camp) inclòs a l'Inventari del Patrimoni Arquitectònic de Catalunya com a Bé Cultural d'Interès Local.

## Descripció
És una casa entre mitjaneres estructurada en planta baixa i tres pisos superiors. La planta baixa té un sostre força alt i té funcions comercials, La resta de plantes tenen dues obertures allindanades cadascuna amb les llindes treballades amb motius vegetals en relleu. Totes les obertures són balcons independents, a excepció del primer pis que té un balcó corregut. L'edifici és rematat per una cornissa motllurada de pedra. L'element més destacat de l'immoble és la façana, ja que està completament coberta per un esgrafiat amb motius florals.